# Blood & Chocolate
Az 1986-os Blood & Chocolate az Elvis Costello and the Attractions nagylemeze. A brit albumlistán a 16. helyig jutott, a Billboard 200-ra azonban nem került fel. Szerepel az 1001 lemez, amit hallanod kell, mielőtt meghalsz című könyvben.

## Az album dalai
| 1. | Uncomplicated                       | Declan MacManus          | 3:28 |
| 2. | I Hope You're Happy Now             | Elvis Costello           | 3:07 |
| 3. | Tokyo Storm Warning                 | MacManus, Cait O'Riordan | 6:25 |
| 4. | Home Is Anywhere You Hang Your Head | MacManus                 | 5:07 |
| 5. | I Want You                          | MacManus                 | 6:45 |

| 1. | Honey, Are You Straight or Are You Blind? | MacManus | 2:09 |
| 2. | Blue Chair                                | MacManus | 3:42 |
| 3. | Battered Old Bird                         | MacManus | 5:51 |
| 4. | Crimes of Paris                           | MacManus | 4:20 |
| 5. | Poor Napoleon                             | MacManus | 3:23 |
| 6. | Next Time Round                           | MacManus | 3:28 |

## Közreműködők
- Elvis Costello – elektromos gitár, akusztikus gitár, ének, harmónium, csörgődob, fújtató, vesszők, kések, basszusgitár, Vox Continental elektromos orgona
- Steve Nieve – zongora, orgona, harmónium
- Bruce Thomas – basszusgitár, elektromos gitár, szaxofon
- Pete Thomas – dob, altszaxofon

### További zenészek
- Nick Lowe – akusztikus gitár
- Cait O'Riordan – vokál a Crimes of Paris és Poor Napoleon dalokon
- Mitchell Froom – orgona a Blue Chair kislemez változatán
- Tom "T-Bone" Wolk – elektromos gitár, basszusgitár a Blue Chair kislemez változatán
- Mickey Curry – dob a Blue Chair kislemez változatán

## Fordítás
Ez a szócikk részben vagy egészben a Blood & Chocolate című angol Wikipédia-szócikk ezen változatának fordításán alapul.  Az eredeti cikk szerkesztőit annak laptörténete sorolja fel. Ez a jelzés csupán a megfogalmazás eredetét és a szerzői jogokat jelzi, nem szolgál a cikkben szereplő információk forrásmegjelöléseként.